# チャイナガール (映画製作)
チャイナガール（china girl、陶器の女性）とは、映画業界における試験用映像の一種で、カラーバーと女性を一緒に写した画像がフィルムの冒頭に数コマ（通常は1〜4コマ）表示されるものである。チャイナガールは、フィルムの現像処理の際に現像所の技術者が調整の目的で使用したものである（静止画における「シャーリーカード」に相当する）。この言葉の起源については諸説あるが、かつては陶器（英語でチャイナ）製のマネキン人形を使用していたか、生身のモデルではあったが、メイクのせいでマネキンのように見えたからという説がある。
元々は、各現像所ごとに異なる「チャイナガール」の画像を作成していた。1970年代半ば、イーストマン・コダックが、映画フィルムの現像のプロセスを簡略化するためにLAD(Laboratory Aim Density)システムを開発した。LADシステムでは、コダック社が1つのチャイナガールのネガを何枚も複製し、それを各現像所に提供した。LADシステムで提供されるチャイナガールのネガは、特定のガイドラインに沿って露光されているので、現像所の技術者はチャイナガールを見ながら、プリントの露光や色調をすぐに主観的に評価することができた。客観的な評価が必要な場合は、濃度計を使って、コダックが公表しているガイドラインと比較することができた。
映画製作がデジタル化された現代においても、コダック社は「デジタルLAD」を提供し、フィルムアウトのプロセスに組み込んで、フィルムプリンタとプロセッサの精度をチェックしている。
実験映画においては、既製のチャイナガールの映像ではなく、内容に合わせた独自の映像を使うのがお約束となっていた。
クエンティン・タランティーノ監督の『デス・プルーフ』のエンド・クレジットには、チャイナガールの映像が登場する。